# Echeveria agavoides
Espèce
Classification APG IV (2016)
Echeveria agavoides (agavoides : ressemblant à un Agave) est une espèce subtropicale de plante succulente, du genre Echeveria, de la famille des Crassulaceae.
Elle est originaire du Mexique, dans les zones rocailleuses des États de San Luis Potosi, Hidalgo, Guanajuato, Durango.

## Taxonomie et variétés
Synonymes : Urbinia agavoides, E. obscura, E. yuccoides
Variétés :
- Echeveria agavoides var. Christmas
- Echeveria agavoides var. Corderoyi
- Echeveria agavoides var. Miranda
- Echeveria agavoides var. Multifida
- Echeveria agavoides var. Prolifera
- Echeveria agavoides var. Red edge
- Echeveria agavoides var. Romeo
- Echeveria agavoides var. Sanguinea
- Echeveria agavoides var. Sirius

Le botaniste Rose avait créé le genre Urbinia pour la séparer des Echeveria en 1903.

## Description

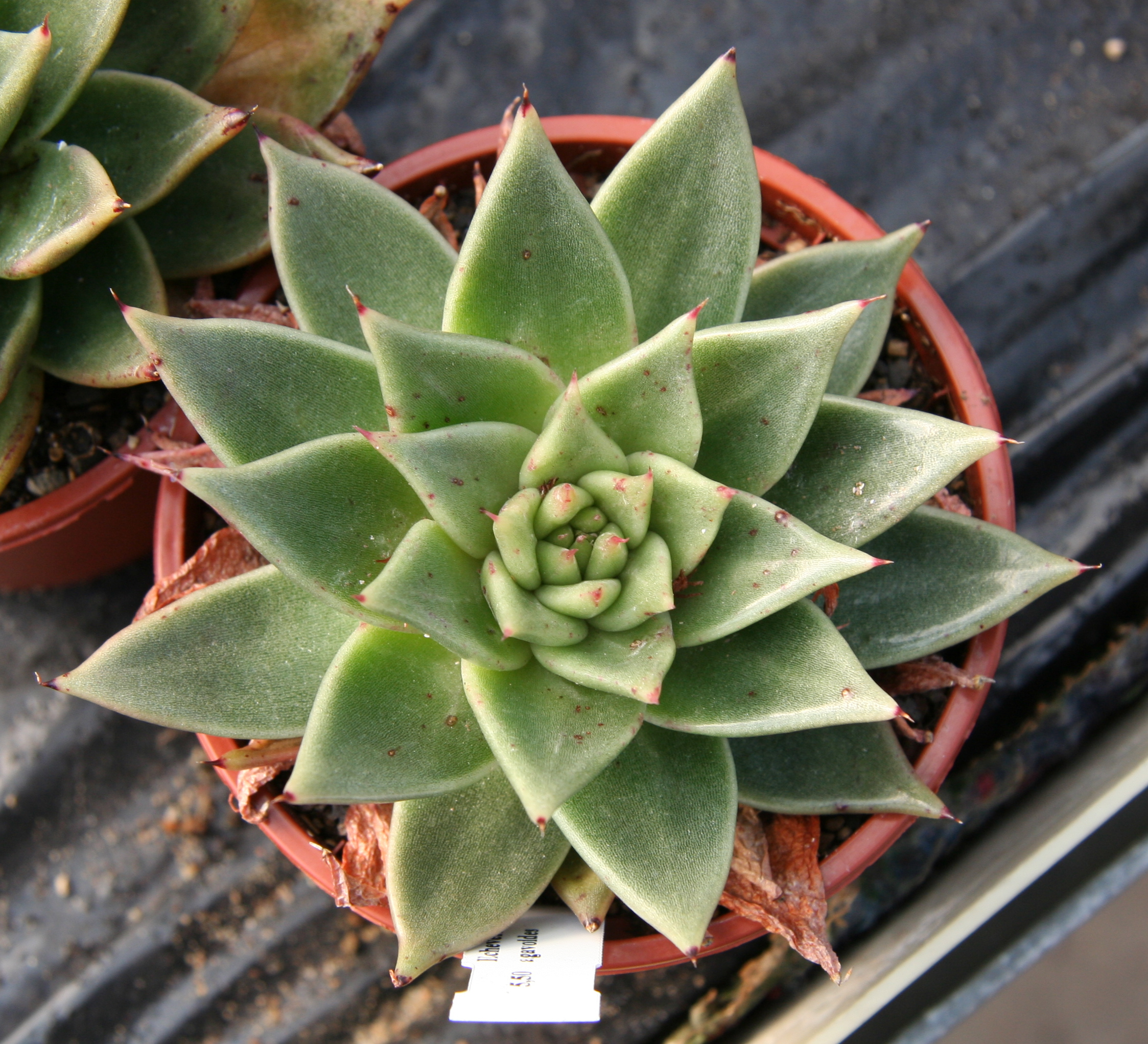

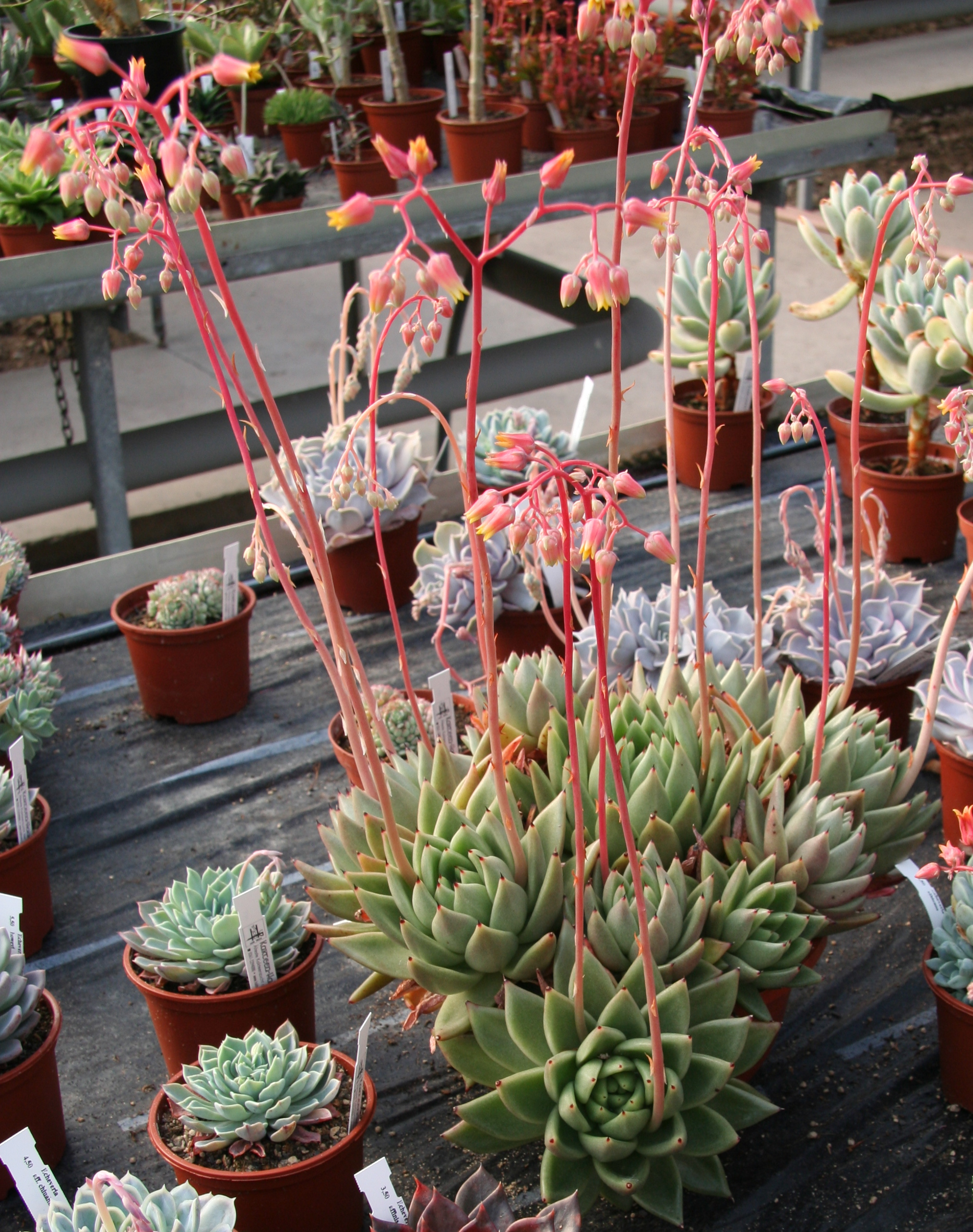
Inflorescences.

Plante de petite taille de 8 à 12 cm de haut, avec une rosette de 7 à 15 cm de diamètre.
Plutôt solitaire, mais les spécimens âgés dans des conditions favorables peuvent former des touffes.
Les feuilles sont vertes, en forme de triangle régulier, plus épaisses et plus pointues que les autres echeverias, d'où le nom de l'espèce "ressemblant à un agave".
Certaines variétés, dans des conditions de fort ensoleillement, présentent des marques rouges ou bronze sur les côtés des feuilles ou sur leur pointe.
Les inflorescences apparaissent en été et peuvent atteindre 50 cm de haut. Les fleurs sont roses, orange ou rouges avec des bandes étroites jaune foncé.

## Culture
Comme tous les echeverias, elle craint l'excès d'arrosage et la pourriture. Elle a besoin d'un sol minéral et bien drainé. Et d'un récipient plus large que haut. Eclairage ensoleillé (même plein soleil).
Pour fleurir, la plante doit connaitre une période de repos en hiver au frais (5° minimum tout de même) et sans eau.
De nombreux hybrides ont été créés pour favoriser des fleurs de couleur vive et des feuilles à bord coloré.
Le mode de multiplication le plus facile est la bouture de feuille. Sur les sujets plus âgés, on peut aussi procéder à la division des touffes.

## Commerce
En vue de leur commercialisation, les echeverias agavoïdes sont régulièrement colorées artificiellement, par projection de peinture.

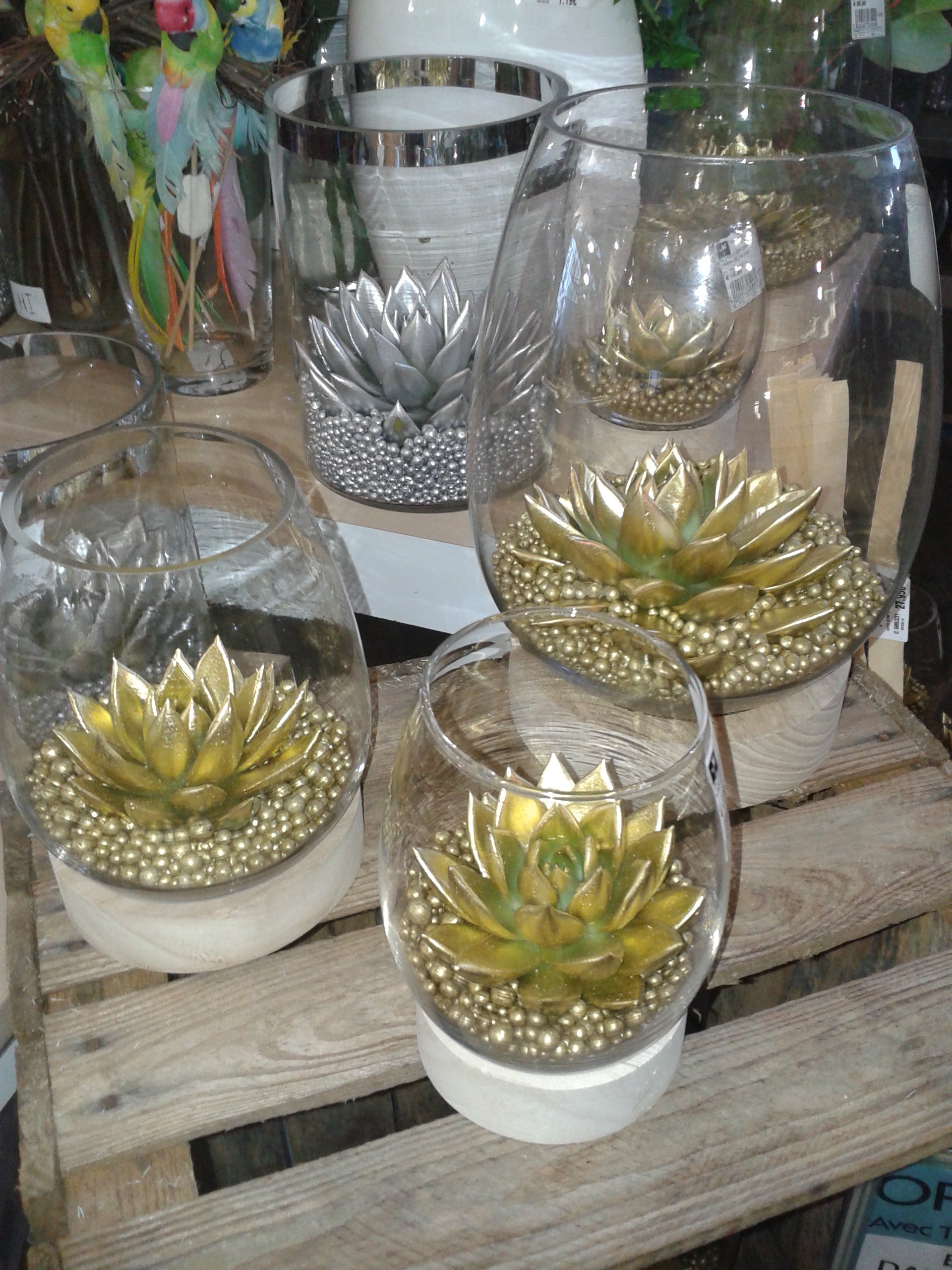
variété Miranda peintes dorées.
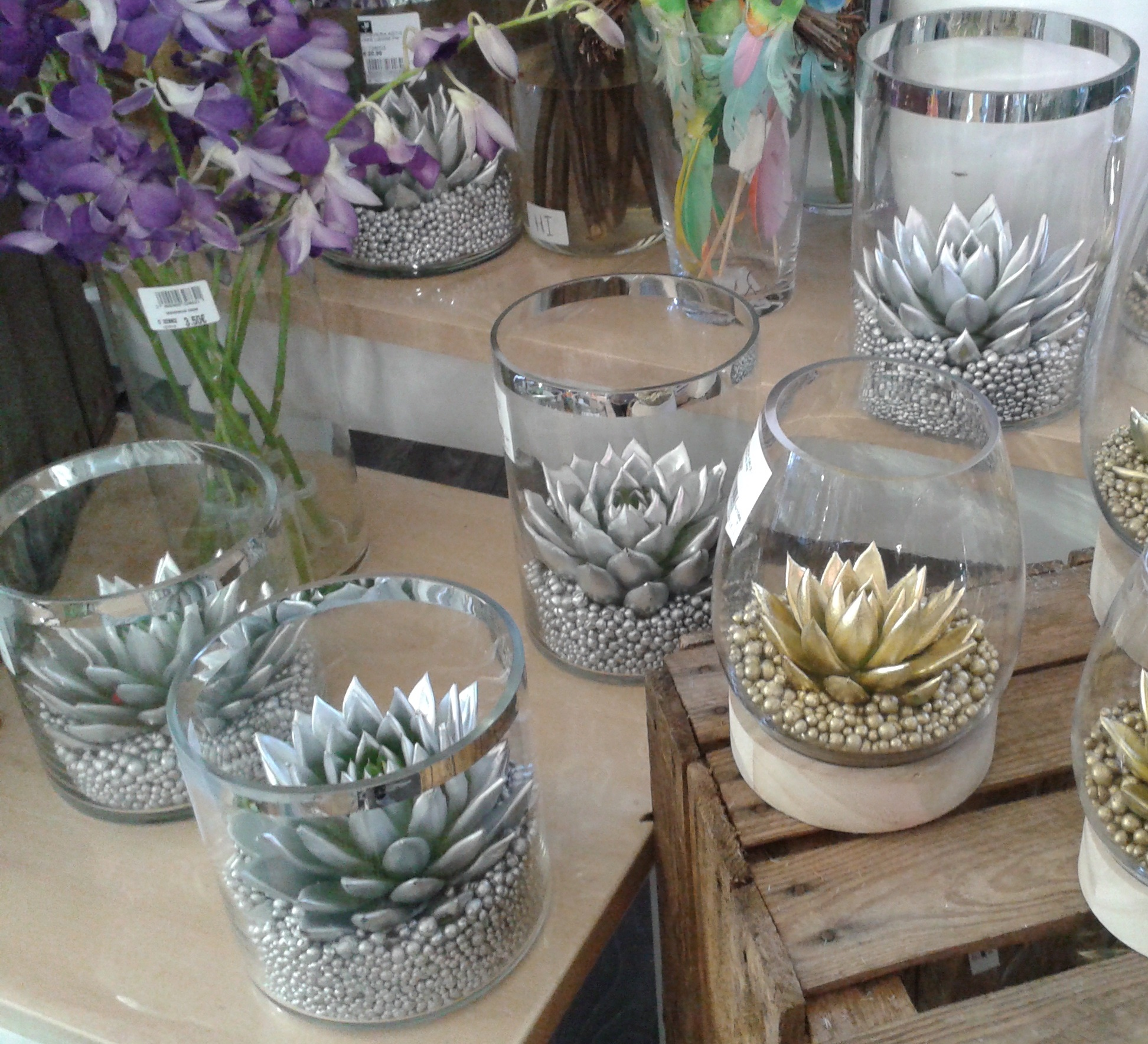
variété Miranda peintes argentées.
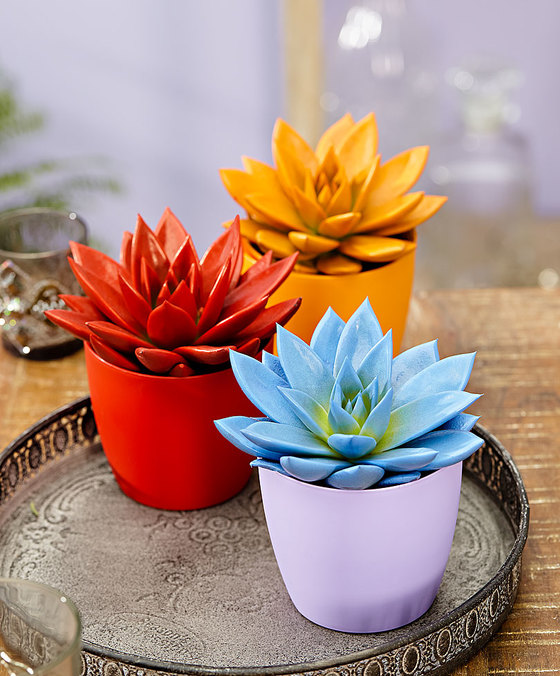
Echeverias peintes pour décoration.
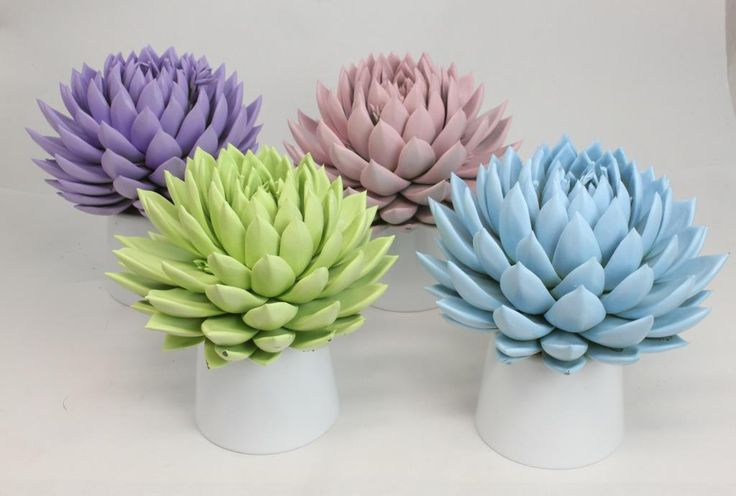
Echeverias peintes pour décoration.